# 22 janvier 1965
Le vendredi 22 janvier 1965 est le 22e jour de l'année 1965.

## Naissances
- Anja Freese, actrice allemande
- Bionca, actrice pornographique américaine
- Chintara Sukapatana, actrice thaïlandaise
- DJ Jazzy Jeff, disc jockey et producteur américain
- Diane Lane, actrice américaine
- Fabien Morel, mathématicien français
- Lee Byeong-woo, musicien sud-coréen
- Nikolaï Kovch, coureur cycliste soviétique
- Shelagh Donohoe, rameuse américaine
- Steven Adler, batteur américain
- Vassil Iliev (mort le 25 avril 1995), criminel, homme d'affaires et ancien lutteur professionnel bulgare

## Décès
- Bessie Eyton (née le 5 juillet 1890), actrice américaine
- Gaston Grümmer (né le 22 mai 1892), maître carrossier français
- Gilbert Lavoine (né le 3 février 1921), boxeur français
- Pierre Taittinger (né le 4 octobre 1887), industriel et un homme politique français de la droite nationaliste
- Walter Riezler (né le 2 octobre 1878), archéologue et musicologue allemand

## Événements
- Début du championnat de tennis d'Australie 1965